# Клас Штіфеля — Вітні
Клас Штіфеля — Вітні — певний характеристичний клас, що відповідає дійсному векторному розшаруванню {\displaystyle E\rightarrow X}. Зазвичай позначається через {\displaystyle w(E)}. Приймає значення в кільці когомологій {\displaystyle H^{*}(X;\;\mathbb {Z} _{2})}, з коефіцієнтами в {\displaystyle \mathbb {Z} _{2}=\mathbb {Z} /2\mathbb {Z} }.
Компонента {\displaystyle w(E)} в {\displaystyle i}-ій групі когомологій {\displaystyle H^{i}(X;\;\mathbb {Z} _{2})} позначається {\displaystyle w_{i}(E)} і називається {\displaystyle i}-им класом Штіфеля — Вітні розшарування {\displaystyle E}, і формально можна записати
{\displaystyle w(E)=w_{0}(E)+w_{1}(E)+w_{2}(E)+\ldots \,.}
Класи {\displaystyle w_{i}(E)} є перешкодами в {\displaystyle H^{i}(X;\;\mathbb {Z} _{2})} до побудови {\displaystyle (n-i+1)}-го лінійно незалежного перетину {\displaystyle E}, обмеженого на {\displaystyle i}-й кістяк {\displaystyle X}.

## Аксіоматичне означення
Тут і далі, {\displaystyle H^{i}(X;\;G)} позначає сингулярні когомології простору {\displaystyle X} з коефіцієнтами в групі {\displaystyle G}.
Клас Штіфеля — Вітні визначається як відображення, що зіставляють розшаруванню {\displaystyle E} елемент кільця когомологій {\displaystyle w(E)} так, що виконуються наступні аксіоми:
1. Природність: {\displaystyle w(f^{*}E)=f^{*}w(E)} для будь-якого розшарування {\displaystyle E\to X} і відображення {\displaystyle f:X'\to X}, де {\displaystyle f^{*}E} позначає відповідне індуковане розшарування над {\displaystyle X'}.
2. {\displaystyle w_{0}(E)=1} в {\displaystyle H^{0}(X;\;\mathbb {Z} /2\mathbb {Z} )}.
3. {\displaystyle w_{1}(\gamma ^{1})} є ненульовим, де {\displaystyle \gamma ^{1}} — тавтологічну розшаруванні. Іншими словами клас {\displaystyle w(\gamma ^{1})} не є тривіальним.
4. {\displaystyle w(E\oplus F)=w(E)\smallsmile w(F)} (формула добутку Вітні). Формула в правій частині є формальним записом і може бути записана через класи Штіфеля — Вітні як {\displaystyle w_{k}(E\oplus F)=\sum _{i=0}^{k}w_{i}(E)\smallsmile w_{k-i}(F),} де {\displaystyle \smallsmile } позначає кап-добуток.

Можна показати, що класи, які задовольняють цим аксіомам, існують і є єдиними.

## Початкова побудова
Класи Штіфеля — Вітні {\displaystyle w_{i}(E)} були запропоновані Едуардом Штіфелем і Хасслером Вітні як приведення по модулю 2 класів, що вимірюють перешкоди до побудови {\displaystyle (n-i+1)}-го лінійно незалежного перетину {\displaystyle E}, обмеженого на {\displaystyle i}-ий остов {\displaystyle X}. (Тут {\displaystyle n} — розмірність шару {\displaystyle F} розшарування {\displaystyle E}).
Більш точно, якщо {\displaystyle X} є CW-комплексом, Вітні визначив класи {\displaystyle W_{i}(E)} в {\displaystyle i}-й групі клітинних когомологій {\displaystyle X} з нестандартними коефіцієнтами.
А саме, як коефіцієнти можна взяти {\displaystyle (i-1)}-а гомотопічна група многовиду Штіфеля {\displaystyle V_{n-i+1}(F)} наборів з {\displaystyle n-i+1} лінійно незалежних векторів в шарі {\displaystyle F}. Вітні довів, що для побудованих ним класів {\displaystyle W_{i}(E)=0} тоді і тільки тоді, коли розшарування {\displaystyle E}, обмежене на {\displaystyle i}-остов {\displaystyle X}, має {\displaystyle n-i+1} лінійно незалежний перетин.
Оскільки гомотопічна група {\displaystyle \pi _{i-1}V_{n-i+1}(F)} многовиду Штіфеля завжди або є нескінченною циклічною, або ізоморфною {\displaystyle \mathbb {Z} _{2}}, то існує канонічна редукція класів {\displaystyle w_{i}(E)} до класів {\displaystyle w_{i}(E)\in H^{i}(X;\;\mathbb {Z} _{2})}, які і називаються класами Штіфеля — Вітні.
Зокрема, якщо {\displaystyle \pi _{i-1}V_{n-i+1}(F)=\mathbb {Z} _{2}}, то ці класи просто збігаються.

## Пов'язані означення
- Для многовида розмірності {\displaystyle n}, будь-який добуток класів Штіфеля — Вітні загального степеня {\displaystyle n} може бути спареним з {\displaystyle \mathbb {Z} _{2}} фундаментальна класом цього многовида, даючи в результаті елемент {\displaystyle \mathbb {Z} _{2}}; такі числа називають числами Штіфеля — Вітні векторного розшарування. Наприклад, для розшарування на тривимірному многовиді є три лінійно незалежних числа Штіфеля — Вітні, що відповідають {\displaystyle w_{1}^{3}}, {\displaystyle w_{1}w_{2}} і {\displaystyle w_{3}}. У загальному випадку, якщо многовид є {\displaystyle n}-вимірним, різні числа Штіфеля — Вітні відповідають розбиттю {\displaystyle n} в суму цілих доданків.
  - Числа Штіфеля — Вітні дотичного розшарування до гладкого многовида називаються числами Штіфеля — Вітні цього многовид. Вони є інваріантами кобордизмів.
- Природному відображенню приведення по модулю два, {\displaystyle \mathbb {Z} \to \mathbb {Z} _{2}}, відповідає гомоморфізм Бокштейна
{\displaystyle \beta \colon H^{i}(X;\;\mathbb {Z} _{2})\to H^{i+1}(X;\;\mathbb {Z} ).}

Образ класу {\displaystyle w_{i}} під його дією, {\displaystyle \beta w_{i}\in H^{i+1}(X;\;\mathbb {Z} )}, називається {\displaystyle (i+1)}-им цілим класом Штіфеля — Вітні.
- Зокрема, третій цілий клас Штіфеля — Вітні є перешкодою до побудови {\displaystyle \mathrm {Spin} ^{C}}-структури.

## Властивості
- Якщо розшарування {\displaystyle E^{k}} має {\displaystyle s_{1},\;\ldots ,\;s_{\ell }} перетинів, лінійно незалежних над кожною точкою, то {\displaystyle w_{k-\ell +1}=\ldots =w_{k}=0}. Зокрема оскільки тривіальне розшарування рангу {\displaystyle k} завжди має {\displaystyle k} лінійно незалежних перетинів то для тривіальних розшарувань {\displaystyle w_{n}=0,\;n>0.}
- З попереднього також для тривіального розшарування {\displaystyle E} і довільного векторного розшарування {\displaystyle F} виконується рівність {\displaystyle w_{i}(E\oplus F)=w_{i}(F),\;\forall i\geqslant 0.}
- {\displaystyle w_{i}(E)=0} при {\displaystyle i>\mathrm {rank} (E)}.
- Перший клас Штіфеля — Вітні рівний нулю тоді і тільки тоді, коли розшарування є орієнтовним. Зокрема, многовид {\displaystyle M} є орієнтовним тоді і тільки тоді, коли {\displaystyle w_{1}(TM)=0}.
- Розшарування допускає спінорну структуру, тоді і тільки тоді, коли перший і другий класи Штіфеля — Вітні обидва рівні нулю.
- Для орієнтовного розшарування, другий клас Штіфеля — Вітні лежить в образі природного відображення {\displaystyle H^{2}(M,\;\mathbb {Z} )\to H^{2}(M,\;\mathbb {Z} _{2})} (або, що те ж саме, так званий третій цілий клас Штіфеля — Вітні наближається до нуля) тоді і тільки тоді, коли розшарування допускає {\displaystyle \mathrm {Spin} ^{C}}-структуру.
- Всі числа Штіфеля - Вітні гладкого компактного многовида {\displaystyle X} рівні нулю тоді і тільки тоді, коли цей многовид є границею (без урахування орієнтації) гладкого компактного многовида.

## Приклади
- Загальний клас Штіфеля — Вітні довільного тривіального векторного розшарування рівний 1, тобто {\displaystyle w_{n}=0,\;n>0.}
- Для дотичного розшарування над одиничною сферою {\displaystyle S^{n}} клас Штіфеля — Вітні теж рівний 1. Тобто за допомогою класів Штіфеля — Вітні дотичне розшарування не можливо відрізнити від тривіального хоча не для всіх сфер дотичне розшарування є тривіальним.
- Нехай {\displaystyle P^{n}} — проективний простір розмірності n. Тоді сингулярні групи когомологій  {\displaystyle H^{i}(P^{n};\;\mathbb {Z} _{2})} є циклічними групами порядку 2 для {\displaystyle i\leqslant n} і є нульовою групою для інших значень. До того ж якщо a — ненульовий елемент групи {\displaystyle H^{1}(P^{n};\;\mathbb {Z} _{2})} то i-кратний кап-добуток a на самого себе є ненульовим елементом групи  {\displaystyle H^{i}(P^{n};\;\mathbb {Z} _{2}).} При цих позначеннях для тавтологічного розшарування {\displaystyle w(\gamma ^{n})=1+a.}
- В тих же позначеннях, що і в попередньому пункті, якщо {\displaystyle \gamma _{\perp }^{n}} — ортогональне доповнення тавтологічного розшарування, то {\displaystyle w(\gamma _{\perp }^{n})=1+a+a^{2}+a^{3}+\ldots +a^{n}.}
- {\displaystyle w(P^{n})=(1+a)^{n+1}.} Зокрема {\displaystyle w(P^{n})=1} тоді і тільки тоді коли n + 1 є степенем 2.